# 第18回国民体育大会
第18回国民体育大会（だい18かいこくみんたいいくたいかい）は1963年（昭和38年）に山口県を中心に開催された。

## 概要
「友愛・奉仕・躍進」をスローガンに、20,125名の参加者（夏季大会・冬季大会合計）により開催された。
入場行進曲には、橋本正之作詞・片山正見作曲の行進曲「のばせ山口」が用いられた。
夏季大会（9月15日 - 9月18日）は水泳・漕艇・ヨットの3競技が宇部市・美祢市・豊田町（現・下関市）・光市で開催され、秋季大会（10月27日 - 11月1日）は山口市に新設された山口県営陸上競技場（現・維新百年記念公園陸上競技場）を主会場に27種目と公開種目（高校野球、スポーツ芸術）が18市町村で開催された。なお、同年の冬季大会は、スケートが北海道帯広市、スキーが宮城県鳴子町（現・大崎市）で開催された。
2011年には山口県で2回目の国体となる第66回国民体育大会「おいでませ!山口国体」が開催されている。

## エピソード
- この年の天皇杯・皇后杯は東京都が獲得し、開催県の山口県はわずか0.4点差（天皇杯）で2位に甘んじた[1]。その後、翌年の新潟国体以降、天皇杯至上主義に疑問を呈した知事の方針もあった2002年の高知県（よさこい高知国体、このときの天皇杯も東京都で高知県は第10位）と、2県共催となった1993年の徳島県（東四国国体、共催県の香川県に次ぐ第2位）を除いて開催県が連続して天皇杯を獲得し続けており、山口県は長きにわたって国体の天皇杯を獲得したことのない数少ない県の1つとなっていた。この大会から48年後、2011年の「おいでませ!山口国体」で、山口県は初の天皇杯・皇后杯を獲得している[1]。

- 山口国体にあわせた道路整備の際に、当時の橋本正之県知事の下で、県管理道路（県道と一部の国道）のガードレールの色を県の特産であるナツミカンにちなんだ黄色に原則統一している。このときの名残で、現在でも山口県の県管理道路のガードレールは黄色が標準となっている。

## 冬季大会

### スケート競技会
第18回国民体育大会冬季大会スケート競技会は、1月24日～1月27日に北海道帯広市で開催された。

#### 実施競技・会場一覧
| 競技名   | 競技名         | 会場地 | 会場             |
| -------- | -------------- | ------ | ---------------- |
| スケート | スピード       | 帯広市 | 緑ヶ丘特設リンク |
| スケート | フィギュア     | 帯広市 | 緑ヶ丘特設リンク |
| スケート | アイスホッケー | 帯広市 | 緑ヶ丘特設リンク |

### スキー競技会
第18回国民体育大会冬季大会スキー競技会は、2月14日～2月17日に宮城県鳴子町 (現大崎市)で開催された。

#### 実施競技・会場一覧
- スキー　花渕山スキー場　他

## 夏季大会

### 実施競技・会場一覧
- 水泳
- 漕艇
- ヨット

## 秋季大会

### 実施競技・会場一覧
- 陸上競技
- サッカー
- テニス
- ホッケー
- ボクシング
- バレーボール
- 体操
- バスケットボール
- レスリング
- ウェイトリフティング
- ハンドボール
- 自転車競技
- ソフトテニス
- 卓球
- 軟式野球
- 相撲
- 馬術
- フェンシング
- 柔道
- ソフトボール
- バドミントン
- 弓道
- ライフル射撃
- 剣道
- ラグビー
- クレー射撃
- 高校野球

## 総合成績

### 天皇杯
- 1位 - 東京都
- 2位 - 山口県
- 3位 - 大阪府

### 皇后杯
- 1位 - 東京都
- 2位 - 山口県
- 3位 - 大阪府